# Кадыргулово
Кадыргулово (баш. Ҡаҙырғол) — деревня в Давлекановском районе Республики Башкортостан Российской Федерации. Административный центр Кадыргуловского сельсовета.

## География

### Географическое положение
Расположено Кадыргулово на р. Уршак. Юго-восточнее райцентра Давлеканово и одноимённой железнодорожной станции, на расстоянии от которой 43 километра.

## История
Основана во 2‑й половине XVIII века башкирами Уршак-Минской волости Ногайской дороги на собственных землях. Названа деревня по имени первопоселенца Кадыргула Бегишева. В 1795 году в д. Кадыргулово имелось  10 дворов, в которых проживало 55 чел., в 1865 в 34 дворах — 179 человек. Население занимались скотоводством, земледелием, пчеловодством, лесными промыслами. Была водяная мельница. В 1906 году в деревне зафиксирована мечеть.

## Население
Численность жителей: в 1906 — 185 чел.; 1920 — 256 чел.; 1939 — 313 чел.; 1959 — 203 чел.; 1989 — 181 чел.  
| 2002 | 2009 | 2010 |
| ---- | ---- | ---- |
| 255  | ↘222 | ↗234 |

Согласно Всероссийской переписи 2002 года, преобладающая национальность — башкиры (95 %).

## Инфраструктура
В деревне имеется начальная школа (филиал средней школы д. Новоянбеково), фельдшерско-акушерский пункт, сельский клуб.

## Религия
В деревне есть мечеть.